# 都柏林战役
都柏林戰役，1922年6月28日至7月5日期间发生于爱尔兰首都都柏林的一场为期一周的巷战，标志着1922-23年爱尔兰内战的爆发。战役始于爱尔兰自由邦临时政府的军队攻击占领了法院大厦的反对自由邦协议的爱尔兰共和军顽固派，结局是临时政府的军队击败了共和军并占有了首都。

## 攻擊法院大廈
1922年4月14日，約有兩百名反英愛條約的激進派愛爾蘭共和軍由羅瑞·奧康納領導，占領了都柏林的四法院 (Four Courts)，成為後續戰事的開端。他們想要對英國人發動武力攻擊，希望能因此打破英愛條約，結合兩個不同的愛爾蘭共和軍政黨，現在他們有共同的敵人和目標，就是建立愛爾蘭共和國。對於這些發表聲明決心要讓取得愛爾蘭人自由的份子來說，這個理想的實現他們寧願透過判亂來取得自由，也勝過經由英國人之手。
因為在1922年在倫敦的亨利·休斯·威尔逊被暗殺，也讓英國對於臨時政府施加更多的壓力要他們取回被叛軍占領的法院大廈。因此當J.J. O'Connell將軍發表聲明指出他們已經拘捕了法院大廈的運輸艦後，臨時政府決定要對抗反叛軍。
麥可·柯林斯接受由英國溫斯頓·邱吉爾出借的大炮及200枚砲彈給新的國家軍隊使用。2門QF18磅砲（18 Pounder）布署在國會街及Winetavern 街，也就是橫跨利菲河，法院大廈建築群的對岸，最後通牒之後，於6月28號開始進行轟炸。
建築物內有12名愛爾蘭共和軍的軍官，包括參謀首長喬·麥凱爾維、技師長羅瑞·奧康納以及軍需上將利安·梅洛斯，180人的守軍是由愛爾蘭軍的都柏林第一團中的1、2小隊粗略的集合而成，由指揮宮帕迪·奧布賴恩（Paddy O'Brien）指揮，只有少部分配有基本的武裝（來福槍、5湯普森衝鋒槍以及2枝路易士機關槍），這些武裝是從一輛被他們稱為「反叛軍」駕駛的裝甲車上拆下來的，
愛爾蘭共和軍的領導者是由政治上的駐軍領導組成，但一般的士兵則是由愛爾蘭南2區的厄爾尼·奧莫利所指揮。反英愛條約的軍隊加強了部分法院大廈四周的防護，大量的植物嚴實的覆蓋建築物形成保護門窗的路障，但是叛軍的領導者却指揮士兵把樹林燒掉，清出平坦的大道讓象徵自由的軍隊可以圍繞住法院大廈。
經過首日的轟炸未見成效後，英國再追加2門QF18磅砲給政府軍，並提供60枚的榴彈砲，甚致由空中進行轟炸。稍後科林斯為避免更嚴重的人員傷亡，提出兩項協議。29日，自由軍猛烈的攻擊法院大廈的東翼，造成3人死亡14人受傷33人被俘。次日稍早，帕迪·奧布賴恩被榴彈砲的碎片所傷，改由厄爾尼·奧莫利接掌在法院大廈軍隊的指揮。此時，榴彈砲的彈殼造成法院大廈起火，此外，愛爾蘭反條約軍的柏都林指揮官Oscar Traynor因無法到場為他們提供幫助，於是下达命令要讓駐軍投降。此后奧莫利在Paddy Daly投降，至此都柏林守衛軍重新統一。

### 法院大廈的爆炸
爱尔兰国家档案局位於法院大廈的西街，曾經被法院大廈的守軍用來儲存軍火，成為了大爆炸的中心，一張張千年來愛爾蘭在國家、宗教上的記錄和宗教档案都化為飛灰。這件事被部分人士質疑為反叛軍企圖希望藉由這種可笑的摧毀把政府軍的記錄同時摧毀，而反和判的將領則拒絕承認。
爆炸發生在投降之後，根據政府支持者TM Healy指出，他寫下在圍攻期間及爆炸之後O'Connor's所下的命令，如下：
「1922年7月28日早上九時：今晨3時40分，我們收到由Tom Ennis簽署的通知，要求我們在他下午4時攻擊時，代表政府投降。他用步枪，机关枪和野战炮于4点零7分以他政府的名义开战。男孩们是光荣的，他们将为共和国战斗直到他们生命的最后一刻。How long will our misguided former comrades outside attach those who主张爱尔兰独立?到目前为止一共有3人阵亡，all slight。Albert神父和Dominic神父与我们同在。将我们的爱献给所有在外作战的同志，特别是都柏林旅的孩子们。(Signed) 羅瑞·奧康納, Major-General, I.R.A. Four Courts.」

## O'Connell的巷戰
僅管自由軍政府已成功的取得法院大廈，但戰闘仍持續發生在都柏林直到7月5日。29日，由反和派愛爾蘭共和軍的Oscar Traynor領導由都柏林軍團中集結起的兵力，占領了O'Connell Street企圖從新攻擊法院大廈。雖然並非所有在首都的愛爾蘭共和軍成員都準備好要和新成立的愛爾蘭政府戰闘，但是約有500名成員散佈在城中。

## 餘波
都柏林的戰鬥後，愛爾蘭自由邦政府控制愛蘭蘭首都，反英愛條約的勢力散佈國家四周。其後的圍捕中，更多共和軍被擒獲，而著名的反英愛條約激進主義分子Harry Boland於7月31日在Skerries地區中槍身亡。
Oscar Traynor、Ernie O'Malley和其他在都柏林戰役中逃走的反英愛條約的戰士，在城市西南面30公里的布莱辛顿重新聚集。一支來自蒂珀雷里郡的反英愛條約的愛爾蘭反條約軍軍隊在該場戰役結束後趕到，並改變路線南下取得Enniscorthy、Carlow等城鎮，但在強大的自由軍壓境下棄城。大部分共和軍向南進一步撒退至Limerick和Waterford之間西南面的芒斯特共和國境內，而該地域也在1922年7月至8月被自由軍奪取。(另見Irish Free State offensive)
在法院大廈被擒獲的四名共和軍領袖羅瑞·奧康納、Liam Mellows、Joe McKelvey和Richard Barrett其後被自由軍處死，以報復反條約軍殺害國會成員TD Seán Hales。 (見 愛爾蘭內戰的處決) Cathal Brugha被處死的街道改名為Cathal Brugha street以作紀念。

## 註腳
1. ↑  Calton Younger, "愛爾蘭內戰", Muller, London 1968; pp.258-259.
2. ↑  Eoin Neeson,The Civil War, pp. 109-110

## 外部連結
- Archival footage of the Four Courts under bombardment;http://www.youtube.com/watch?v=I0nL68yLtG0&feature=related （页面存档备份，存于）

## 資料來源
- Ernie O'Malley, The Singing Flame, Dublin 1978.
- M.E. Collins, Ireland 1868-1966, Dublin 1993.
- Michael Hopkinson, Green against Green - the Irish Civil War
- Eoin Neeson, The Irish Civil War
- Paul V Walsh, The Irish Civil War 1922-23 -A Study of the Conventional Phase  （页面存档备份，存于）
- Meda Ryan, The Real chief, Liam Lynch
- Tim Pat Coogan, De Valera, Long Fellow, Long Shadow